# 응우옌빈키엠
응우옌빈키엠(베트남어: Nguyễn Bỉnh Khiêm, 1491년~1585년)은 16세기 베트남의 문관(文官)이다. 베트남 북부 출신이다. 1535년 관직에 나아가 당시 베트남의 혼란상을 목격하였다. 1542년 사직한 이후에는 고향으로 돌아와 학문에 전념하였다.